# ندای وظیفه: جنگ سرد بلک اپس
ندای وظیفه: عملیات سیاه جنگ سرد  (انگلیسی: Call of Duty: Black Ops Cold War، کال آو دیوتی: بلک اپس کلد وار) یک بازی ویدئویی در سبک تیراندازی اول شخص در سال ۲۰۲۰ است که توسط تری‌آرک و ریون سافتور توسعه یافته و به وسیلهٔ اکتیویژن منتشر شده‌است. این بازی در ۱۳ نوامبر ۲۰۲۰ به‌صورت جهانی برای مایکروسافت ویندوز، پلی‌استیشن ۴، پلی‌استیشن ۵، اکس‌باکس وان و اکس‌باکس سری اکس و سری اس منتشر شد. این بازی ششمین قسمت از مجموعه بلک اپس و قسمت هفدهم مجموعهٔ کلی ندای وظیفه است. این بازی به‌عنوان دنباله مستقیم ندای وظیفه: بلک اپس در تاریخ ۱۳ نوامبر ۲۰۲۰ منتشر شده‌است. داستان بازی در جنگ سرد اواسط دهه ۱۹۸۰ میلادی جریان دارد.این بازی دومین عنوان ندای وظیفه از زمان ندای وظیفه: جنگاوری نوین ۳ (۲۰۱۱) است که توسط دو استودیو ساخته شده‌است.
این بازی در ابتدا توسط ریون و اسلج‌همر گیمز توسعه داده شده‌است و قرار نبوده که ورودی‌ای در زیر مجموعه‌های بلک اپس باشد. با این حال، اختلاف نظر در خصوص توسعهٔ بازی بین دو تیم وجود داشت؛ در نتیجه اکتیویژن تری‌آرک را مسئول ساخت بازی در سال ۲۰۱۹ کرد و ریون به عنوان یک توسعه دهنده مشترک در فرایند ساخت بازی فعالیت کرد. بازاریابی این بازی در اوت ۲۰۲۰ آغاز شد و به اشکال مختلفی انجام شد، از جمله تولیدکنندگان محتوای خاص که اسلاید پروژکتور دریافت می‌کنند، معماهایی که توسط طرفداران برای حل آنلاین ساخته می‌شوند و وبگاهی که رویدادهای تاریخی جنگ سرد را به نمایش می‌گذارد. یک نسخهٔ بتا چند نفره عمومی برای بازی نیز به صورت زنده در اکتبر ۲۰۲۰ ساخته شد. جنگ سرد بلک اپس در زمان انتشار به‌طور کلی نظرات مطلوبی را از منتقدان دریافت کرد و موفقیت‌های تجاری نیز داشت. این بازی پرفروش‌ترین بازی سال ۲۰۲۰ در ایالات متحده بود. احتمالاً یک دنباله برای این عنوان در دست توسعه است که در سال ۲۰۲۴ منتشر خواهد شد که در جنگ خلیج‌فارس جریان خواهد داشت.

## گیم پلی
بازی در دوران جنگ سرد در اوایل دهه ۱۹۸۰ می‌گذرد. داستان راسل آدلر، مأمور CIA SAD/SOG و مأموریت او برای متوقف کردن یک گروه افراطی اتحاد جماهیر شوروی در سال ۱۹۸۱ را دنبال می‌کند. داستان از رویدادهای واقعی الهام گرفته شده‌است و این کمپین دارای مکان‌هایی مانند برلین شرقی، ویتنام، ترکیه، و مقر KGB شوروی است. بازیکنان یک شخصیت سفارشی برای کمپین، با اسم رمز «بل» با توانایی انتخاب آژانس اطلاعاتی، رنگ پوست، ملیت و جنسیت خود در نظر می‌گیرند. و همچنین ویژگی‌های شخصیتی مختلف که امتیازات درون بازی را فراهم می‌کند. این کمپین دارای چندین پایان است که به انتخاب بازیکن در طول کمپین بستگی دارد.
بازی چند نفره آنلاین دارای حالت‌های جدید است، و همچنین نقشه‌هایی است که هم فرمت سنتی 6v6 و هم مبارزات 12v12 بزرگتر را در خود جای می‌دهد. این بازی همچنین یک حالت بازی جدید به نام Fireteam را معرفی کرد که می‌تواند تا ۴۰ بازیکن را پشتیبانی کند. مانند مدرن وارفار، جنگ سرد نیز از کراس پلی و پیشرفت بین پلتفرمی پشتیبانی می‌کند. پس از یک به روز رسانی، سیستم پیشرفت چند نفره با وارزون یکپارچه شده‌است، علاوه بر این شخصیت‌های اپراتور و سلاح‌های جنگ سرد نیز به وارزون اضافه شده تا در کنار اپراتورها و سلاح‌های مدرن وارفار مورد استفاده قرار گیرند.

## داستان
در ژانویه ۱۹۸۱، راسل آدلر، الکس میسون و فرانک وودز از عوامل CIA SAD/SOG فرستاده می‌شوند تا قاسم جوادی و آرش کدیور را برای نقش‌شان در بحران گروگان‌گیری سفارت آمریکا در ایران دستگیر کنند. با اطلاعات به دست آمده از بازجویی قاسم، تیم، آرش را تا ترکیه دنبال می‌کند. رئیس‌جمهور ایالات متحده، رونالد ریگان، پس از اینکه جیسون هادسون و آدلر از تهدید او مطلع شدند، به یک تیم عملیات سیاه اجازه می‌دهد تا پرسئوس را خنثی کنند.
تیم آدلر متشکل از لارنس سیمز مأمور سیا، لازار مأمور آمریکایی متولد موساد و هلن پارک افسر اطلاعاتی MI6 است که میسون و وودز پشتیبانی تاکتیکی را ارائه می‌دهند. آخرین عضو تیم مأموری است که فقط با اسم رمز بل شناخته می‌شود، که با آدلر و سیمز در MACV-SOG در طول جنگ ویتنام خدمت می‌کرد. تیم شروع به یادآوری عملیات شکستگی فک در سال ۱۹۶۸ می‌کند، جایی که آدلر معتقد است خود، بل و سیمز برای اولین بار با پرسئوس روبرو شدند. پس از آن، تیم به سمت برلین شرقی می‌رود تا آنتون ولکوف، یک رئیس مافیای روسی را که با پرسئوس ارتباط دارد، دستگیر کنند یا بکشد.
پس از نفوذ بل و وودز به یک مرکز آموزشی مخفی اسپتسناز، تیم متوجه می‌شود که پرسئوس در عملیات گرین لایت نفوذ کرده‌است، گرین لایت یک برنامه فوق سری آمریکایی است که مخفیانه بمب‌های نوترونی را در تمام شهرهای بزرگ اروپایی کار گذاشته شد تا در صورت حمله شوروی به آنها از آن استفاده کنند. میسون و وودز به کوه یامانتائو در کوه‌های اورال اعزام می‌شوند، جایی که به پایگاه ویران شده نیکیتا دراگوویچ نفوذ می‌کنند تا لیستی از عوامل خوابیده او را بازیابی کنند. با این حال، تیم متوجه می‌شود که پرسئوس داده‌ها را از مین فریم پایگاه یامانتائو پاک کرده‌است و تنها گزینه نفوذ به ستاد KGB برای بازیابی لیست باقی مانده‌است. آنها با کمک گرفتن از یکی از متحدان دو مأمور KGB نفوذی خود، موفق می‌شوند آدلر و بل را به داخل ساختمان لوبیانکا ببرند. تیم متوجه می‌شود که یک دانشمند عملیات گرین لایت یکی از مأموران خوابیده‌است به کوبا گریخته‌است. تیم ادلر به امید اینکه بتواند پرسئوس را در آنجا بگیرد، حمله ای را آغاز می‌کند. آنها متوجه می‌شوند که پرسئوس موفق شده‌است کدهای انفجار را برای هر بمب عملیات را گرین لایت بدزدد، به این معنی که او می‌تواند اروپا را ویران کند و تقصیر را به گردن ایالات متحده بیندازد. تیم زیر آتش شدید قرار می‌گیرد و لازار و پارک در این روند مجروح می‌شوند و بل تنها زمان کافی برای نجات یکی از آنها می‌تواند بگذارد.
پس از نجات بل، آدلر با تحریک خاطرات ویتنام بل را تحت فشار قرار می‌دهد. در این مرحله، هویت واقعی بل به عنوان یک مأمور پرسئوس، که توسط آرش در ترکیه به دلیل حسادت مورد اصابت گلوله قرار گرفته بود، آشکار می‌شود. ادلر، بل را با استفاده از پروژه ام‌کی‌اولترا شستشوی مغزی داده بود، تا بل فکر کند ادلر دوست او هست. با بازگشت خاطره بل، آدلر از بل در مورد محل مقر پرسئوس بازجویی می‌کند. بل می‌تواند به پرسئوس وفادار بماند و به آدلر دروغ بگوید، یا اینکه به پرسئوس خیانت کند و مکان او را فاش کند.
پایان‌ها
در پایان‌های بد که بل تصمیم می‌گیرد به پرسئوس وفادار بماند، به آدلر می‌گویند که به آرایه رادار Duga برود، جایی که تیم برای جلوگیری از فعال سازی تسلیحات هسته‌ای پرسئوس بسیار دور خواهد بود. اگر بل از قبل با ارتش شوروی ارتباط برقرار کرده باشد، آنها تیم ادلر را به دام می‌اندازند و با کمک پرسئوس و ارتش اتحاد جماهیر شوروی آنها را می‌کشند. اگر بل از کشتن تیم امتناع کند، بل توسط آدلر کشته می‌شود، اما بمب‌های هسته‌ای همچنان منفجر خواهند شد. اروپا از انفجارها ویران شده‌است و افکار عمومی به ایالات متحده بشدت سقوط کرده‌است. سیا مجبور می‌شود وجود آدلر و تیمش را در تلاش برای سرپوش گذاشتن بر دخالت ایالات متحده در عملیات گرین لایت پاک کند. پرسئوس به خود می‌بالد که مأموران او در اروپا از هرج و مرج استفاده می‌کنند تا به دولت‌های اروپایی نفوذ کنند و آنها را به سمت اتحاد جماهیر شوروی سوق دهند، در حالی که عوامل او در ایالات متحده به تضعیف کشور ادامه خواهند داد.
در پایان خوب جایی که بل تصمیم می‌گیرد به پرسئوس خیانت کند و به سیا کمک کند، آنها به همراه تیم به مقر پرسئوس در جزایر سولووتسکی حمله کرده و فرستنده‌های مورد نیاز برای ارسال سیگنال انفجار را نابود می‌کنند. با شکست عملیات گرین لایت، پرسئوس مخفی می‌شود، آدلر سوگند یاد می‌کند که به تعقیب او ادامه دهد و شبکه جاسوسی او را از بین ببرد. بعداً، آدلر بل را برای یک گفتگوی خصوصی بیرون می‌آورد و به بل اطمینان می‌دهد که انتخابشان برای مقابله با پرسئوس انتخابی درست بوده. سپس آدلر اعتراف می‌کند که بل باید به عنوان یک مهره سوخته حذف شود و هر دو (بل و ادلر) اسلحه خود را می‌کشند، با شنیدن صدای تیراندازی صحنه سیاه می‌شود.

## بازخورد
| گردآورنده | امتیاز                                          |
| --------- | ----------------------------------------------- |
| متاکریتیک | PC: ۷۷/۱۰۰ PS4: ۷۶/۱۰۰ PS5: ۷۷/۱۰۰ XSXS: ۷۷/۱۰۰ |

| ناشر         | امتیاز  |
| ------------ | ------- |
| گیم اینفورمر | ۸٫۷۵/۱۰ |
| گیم‌اسپات     | ۸/۱۰    |
| هاردکور گیمر | ۴/۵     |
| آی‌جی‌ان       | ۷/۱۰    |
| یواس‌گیمر     | ۳/۵     |

با توجه به بازبینی جمعی در وبگاه متاکریتیک، ندای وظیفه: جنگ سرد بلک اپس از سوی منتقدان نظرات «به‌طور کلی مطلوب» را دریافت کرد.

### فروش
نسخهٔ پلی استیشن ۴ در هفته اول فروش در ژاپن ۸۴ هزار و ۴۷۵ نسخه فیزیکی فروخت و آن را به پرفروش‌ترین بازی خرده فروشی هفته در این کشور تبدیل کرد. نسخهٔ پلی استیشن ۵ نوزدهمین بازی پرفروش خرده فروشی در ژاپن در همین هفته بود که ۶٬۰۴۵ نسخه از آن به فروش رسید. در دسامبر سال ۲۰۲۰، تأیید شد که این بازی ۵٫۷ میلیون واحد دیجیتال فروخته‌است. در شش هفته اول انتشار، بازی ۶۷۸ میلیون دلار درآمد کسب کرد. گروه NPD آن را پرفروش‌ترین بازی سال ۲۰۲۰ نامید و همچنین با فروش دلار در دورهٔ زمانی، آن را به عنوان بیستمین بازی ویدئویی پرفروش در ایالات متحده معرفی کرد.